# Coppa dei Campioni 1990-1991 (pallamano maschile)
La Coppa dei Campioni 1990-1991 è stata la 31ª edizione del massimo torneo europeo di pallamano riservato alle squadre di club. È stata organizzata dall'International Handball Federation, la federazione internazionale di pallamano. La competizione è iniziata ad ottobre 1990 si è conclusa a il 18 maggio 1991.
Il torneo è stato vinto dalla compagine spagnola dell'FC Barcellona per la 1ª volta nella sua storia.

## Risultati

### Primo turno
| Squadra 1             | Squadra 2                 | Andata                      | Ritorno                        | Totale  |
| --------------------- | ------------------------- | --------------------------- | ------------------------------ | ------- |
| Sporting Neerpelt     | HV Sittardia              | Neerpelt, 23 settembre 1990 | Sittard, 30 settembre 1990     | 38 - 45 |
| Sporting Neerpelt     | HV Sittardia              | 21 - 24                     | 17 - 21                        | 38 - 45 |
| Red Boys Differdange  | S.L. Benfica              | Differdange                 | Lisbona, 30 settembre 1990     | 46 - 54 |
| Red Boys Differdange  | S.L. Benfica              | 28 - 26                     | 18 - 28                        | 46 - 54 |
| Hapoel Rishon Le Zion | Eti Bisküvileri Eskişehir | Rishon LeZion               |                                | 30 - 32 |
| Hapoel Rishon Le Zion | Eti Bisküvileri Eskişehir | 30 - 32                     |                                | 30 - 32 |
| Kyndil Torshavn       | FH Hafnafjordur           | Tórshavn, 22 settembre 1990 | Hafnarfjörður, 1º ottobre 1990 | 38 - 62 |
| Kyndil Torshavn       | FH Hafnafjordur           | 23 - 25                     | 15 - 37                        | 38 - 62 |
| HC Dukla Praga        | SC Dynamo Berlino         | Praga                       | Berlino Est, 30 settembre 1990 | 46 - 35 |
| HC Dukla Praga        | SC Dynamo Berlino         | 20 - 15                     | 26 - 20                        | 46 - 35 |
| Stavanger IF          | Sjundea IF                | Stavanger                   | Siuntio                        | 47 - 37 |
| Stavanger IF          | Sjundea IF                | 25 - 17                     | 22 - 20                        | 47 - 37 |
| ATSE Graz             | Grasshopper-Club          | Graz                        |                                | 20 - 24 |
| ATSE Graz             | Grasshopper-Club          | 20 - 24                     |                                | 20 - 24 |
| Philippos Veria       | Pallamano Trieste         | Veria, 23 settembre 1990    | Trieste, 30 settembre 1990     | 41 - 45 |
| Philippos Veria       | Pallamano Trieste         | 23 - 18                     | 18 - 27                        | 41 - 45 |
| Győri ETO             | CSA Steaua Bucarest       | Győr, 23 settembre 1990     | Bucarest, 30 settembre 1990    | 42 - 46 |
| Győri ETO             | CSA Steaua Bucarest       | 21 - 20                     | 21 - 26                        | 42 - 46 |
| NMC Powen Zabrze      | KIF Kolding               | Zabrze, 23 settembre 1990   | Kolding, 30 settembre 1990     | 52 - 42 |
| NMC Powen Zabrze      | KIF Kolding               | 24 - 17                     | 28 - 25                        | 52 - 42 |

### Ottavi di finale
| Squadra 1             | Squadra 2                 | Andata                         | Ritorno                      | Totale  |
| --------------------- | ------------------------- | ------------------------------ | ---------------------------- | ------- |
| HV Sittardia          | FC Barcellona             | Sittard                        | Barcellona, 10 novembre 1990 | 35 - 76 |
| HV Sittardia          | FC Barcellona             | 18 - 43                        | 17 - 33                      | 35 - 76 |
| S.L. Benfica          | USAM Nîmes                | Lisbona, 4 novembre 1990       | Nîmes, 10 novembre 1990      | 46 - 52 |
| S.L. Benfica          | USAM Nîmes                | 23 - 21                        | 23 - 31                      | 46 - 52 |
| FH Hafnafjordur       | Eti Bisküvileri Eskişehir | Hafnarfjörður, 2 novembre 1990 | Eskişehir, 8 novembre 1990   | 50 - 54 |
| FH Hafnafjordur       | Eti Bisküvileri Eskişehir | 29 - 21                        | 21 - 33                      | 50 - 54 |
| TV Grosswallstadt     | HC Dukla Praga            | Großwallstadt                  | Praga, 11 novembre 1990      | 56 - 55 |
| TV Grosswallstadt     | HC Dukla Praga            | 24 - 23                        | 32 - 32                      | 56 - 55 |
| HK Drott              | Stavanger IF              | Halmstad                       | Stavanger                    | 48 - 43 |
| HK Drott              | Stavanger IF              | 26 - 19                        | 22 - 24                      | 48 - 43 |
| Dinamo Astrakhan      | Grasshopper-Club          | Astrachan'                     | Zurigo                       | 51 - 49 |
| Dinamo Astrakhan      | Grasshopper-Club          | 26 - 26                        | 25 - 23                      | 51 - 49 |
| Pallamano Trieste     | CSA Steaua Bucarest       | Trieste, 7 novembre 1990       | Trieste, 10 novembre 1990    | 46 - 49 |
| Pallamano Trieste     | CSA Steaua Bucarest       | 23 - 26                        | 23 - 23                      | 46 - 49 |
| RK Proleter Zrenjanin | NMC Powen Zabrze          | Zrenjanin                      | Zabrze                       | 41 - 31 |
| RK Proleter Zrenjanin | NMC Powen Zabrze          | 26 - 15                        | 15 - 16                      | 41 - 31 |

### Quarti di finale
| Squadra 1           | Squadra 2                 | Andata                          | Ritorno                     | Totale  |
| ------------------- | ------------------------- | ------------------------------- | --------------------------- | ------- |
| FC Barcellona       | USAM Nîmes                | Barcellona, 16 febbraio 1991    | Nîmes, 23 febbraio 1991     | 41 - 32 |
| FC Barcellona       | USAM Nîmes                | 23 - 16                         | 18 - 16                     | 41 - 32 |
| TV Grosswallstadt   | Eti Bisküvileri Eskişehir | Großwallstadt, 17 febbraio 1991 | Eskişehir, 23 febbraio 1991 | 46 - 47 |
| TV Grosswallstadt   | Eti Bisküvileri Eskişehir | 27 - 20                         | 19 - 27                     | 46 - 47 |
| HK Drott            | Dinamo Astrakhan          | Halmstad                        |                             | 24 - 29 |
| HK Drott            | Dinamo Astrakhan          | 24 - 29                         |                             | 24 - 29 |
| CSA Steaua Bucarest | RK Proleter Zrenjanin     | Bucarest, 17 febbraio 1991      | Zrenjanin, 24 febbraio 1991 | 36 - 49 |
| CSA Steaua Bucarest | RK Proleter Zrenjanin     | 22 - 20                         | 14 - 29                     | 36 - 49 |

### Semifinali
| Squadra 1                 | Squadra 2             | Andata                    | Ritorno                    | Totale  |
| ------------------------- | --------------------- | ------------------------- | -------------------------- | ------- |
| Eti Bisküvileri Eskişehir | FC Barcellona         | Eskişehir, 6 aprile 1991  | Barcellona, 13 aprile 1991 | 35 - 71 |
| Eti Bisküvileri Eskişehir | FC Barcellona         | 19 - 31                   | 16 - 40                    | 35 - 71 |
| Dinamo Astrakhan          | RK Proleter Zrenjanin | Astrachan', 7 aprile 1991 | Zrenjanin                  | 36 - 38 |
| Dinamo Astrakhan          | RK Proleter Zrenjanin | 19 - 18                   | 17 - 20                    | 36 - 38 |

### Finale
| Squadra 1             | Squadra 2     | Andata                   | Ritorno                    | Totale  |
| --------------------- | ------------- | ------------------------ | -------------------------- | ------- |
| RK Proleter Zrenjanin | FC Barcellona | Zrenjanin, 5 maggio 1991 | Barcellona, 18 maggio 1991 | 40 - 41 |
| RK Proleter Zrenjanin | FC Barcellona | 23 - 21                  | 17 - 20                    | 40 - 41 |